# Петит, Митхубен
Митхубен Хормусджи Петит (11 апреля 1892 — 16 июля 1973) — одна из первых женщин-активисток индийского национально-освободительного движения, участница Соляного похода.

## Ранние годы
Митхубен Петит родилась 11 апреля 1892 года в Бомбее (ныне Мумбаи) в богатой семье парсов-зороастийцев. Её дед Диншав Манекджи Петит (англ. Dinshaw Maneckji Petit) — известный фабрикант, филантроп и баронет.
Общественно-политический активизм Митхубен Петит не встретил понимания в семье; родители требовали оставить общественную деятельность, угрожая лишением наследства, но дочь это не остановило, она сказала: «ваше дело — удовлетворять власти, а моё — оставаться с народом».

## Движение за независимость Индии
Участвовать в общественном движении за независимость Индии от Великобритании Митхубен начала под влиянием её тёти — Джайджи Джехангир Петит (Jaiji Jehangir Petit), последовательницы Махатмы Ганди и секретаря «Раштрия Стри Сабха» (Rashtriya Stree Sabha) — женского гандийского движения.
В организованном Махатмой Ганди Соляном походе Митхубен Петит стала одной из трёх женщин, чьё участие сыграло важную роль; другие две — Кастурба Ганди и Сароджини Найду. Когда Махатма Ганди второй раз демонстративно нарушил британский Соляной закон в Бхимраде 9 апреля 1930 года, Митхубен Петит стояла позади него. Соляной поход стал одним из важнейших этапов индийского освободительного движения. Во времена, когда и у индийцев, и у британцев доминировали патриархальные взгляды, осуждавшие активное участие женщин в общественно-политической жизни, Петит стала одной из очень немногих значимых деятельниц движения гражданского неповиновения против налога на соль. Ещё в 1928 году Петит участвовала в возглавляемых Валлабхаи Пателем протестах в Бардоли (англ. Bardoli Satyagraha) против повышения налогов на фермеров. Ещё она активно участвовала в антиалкогольном движении, продвигала его повестку среди зарегистрированных каст и племён в Гуджарате.

## Другая общественная деятельность
в 1930 году Петит основала ашрам «Кастурба Ванат Шала» (или «Кастурба Севашрам») в городе Мароли (ныне штат Гуджарат, Индия). В ашрамской школе обучались дети из низших каст и классов — адиваси, неприкасаемые, дети рыбацких и других бедных семей. Их обучали также различным ремёслам — прядению, кардованию, шитью, ткацкому и кожевенному делу, молочному хозяйству. Для женщин обучение ремеслу было важно тем, что увеличивало их экономическую самостоятельность. В 1942 году при этом ашраме была основана лечебница для страдающих нервными и психическими расстройствами; первыми пациентами стали участники национально-освободительного движения, пережившие заключение и пытки. В отличие от большинства других психиатрических больниц, в этой пациент может жить вместе с семьёй и не в такой строгой изоляции от общества, при этом применяются современные научные методы лечения

## Смерть
Митхубен Петит умерла 16 июля 1973 года.

## Признание и награды
За общественную работу Митхубен Петит была в 1961 году награждена орденом «Падма Шри».